# Kanoua
Kanoua è un comune dell'Algeria, situato nella provincia di Skikda.